# Teorema lui Lagrange (teoria numerelor)
Teorema lui Lagrange reprezintă o generalizare a teoremei lui Wilson. Se referă la coeficienții întregi ai unui polinom raportați la un număr prim p. 
Se formulează astfel:
Dacă a este un număr natural, iar p un număr prim atunci:
{\displaystyle a^{p-1}-1\equiv (a+1)(a+2)\cdots (a+p-1)\;(mod\;p).}